# سيبرانو
سيبرانو ( لهجة وسط شمال لاتسيو : سيبرانو ) هي بلدة و كومونا (بلدية)في مقاطعة فروزينوني ، في الوادي اللاتيني، وهي جزء من منطقة لاتسيو بوسط إيطاليا .
وتقع على بعد 106 كيلومتر (66 ميل) جنوب روما وحوالي 127 كيلومتر (79 ميل) شمال نابولي .

## تاريخ
كانت بلدة سيبرانو جزءًا من الدولة البابوية، من القرن السادس تقريبًا حتى عام 1870. وكانت البلدة بعد التوحيد الإيطالي والاستيلاء على روما جزءًا من مملكة إيطاليا ، وهي ملكية دستورية يحكمها آل سافوي من روما. ومنذ عام 1946 وسيبرانو جزءًا من الجمهورية الإيطالية .
في 27 يناير 1862 ، تم افتتاح خط سكة حديد روما-سيبرانو للخدمة.
في 28 مايو 1944 ، استولت القوات الكندية على سيبرانو كجزء من حملة الحلفاء ضد الاحتلال الألماني.
ترتبط أصول سيبرانو بالمستعمرة الرومانية التي تأسست عام 328 قبل الميلاد على الضفة اليسرى لنهر ليري، وتسمى بفريجيلاي. في الوقت الحاضر يمكن رؤية أنقاض المدينة في المنطقة المجاورة لبلدية آرسي .